# Hypochaeris salzmanniana
Hypochaeris salzmanniana — вид квіткових рослин родини айстрові (Asteraceae).

## Опис
Однорічна рослина. Стебла 6–30 см, безлисті чи з 1–2 листками, прості чи гіллясті у верхній половині, як правило, волосаті. Від зубчастих до перисто надрізаних листків, колючі. Жовті квіти. Цвіте і плодоносить з квітня по червень.

## Поширення
Батьківщина: Північна Африка: Алжир, Марокко. Європа: Іспанія, Гібралтар. Населяє морський пісок.